# Senostoma mixtum
Senostoma mixtum är en tvåvingeart som först beskrevs av Malloch 1930.  Senostoma mixtum ingår i släktet Senostoma och familjen parasitflugor. Inga underarter finns listade i Catalogue of Life.